# Zopfiofoveola punctata
Zopfiofoveola punctata är en svampart som först beskrevs av D. Hawksw. & C. Booth, och fick sitt nu gällande namn av David Leslie Hawksworth 1979. Zopfiofoveola punctata ingår i släktet Zopfiofoveola och familjen Zopfiaceae.  Arten är reproducerande i Sverige. Inga underarter finns listade i Catalogue of Life.